# Obniże
Obniże est un village de Pologne, situé dans la gmina de 	Drohiczyn, dans le Powiat de Siemiatycze, dans la voïvodie de Podlachie.

## Histoire
Selon le recenssement de la commune de 1921, ont habité dans le village 209 personnes, dont 196 étaient catholiques et 13 judaïques. Parallèlement, 201 habitants ont déclaré avoir la nationalité polonaise, 8 la nationalité juive. Dans le village, il y avait 39 bâtiments habitables.

## Source
- (en) Cet article est partiellement ou en totalité issu de l’article de Wikipédia en anglais intitulé « Obniże » (voir la liste des auteurs).